# Stefan Salvatore
Stefan Salvatore est un personnage de fiction créé par L. J. Smith dans la série de romans The Vampire Diaries. Il est interprété par Paul Wesley dans la série télévisée homonyme. Stefan a été transformé en vampire, en 1864, à l'âge de 17 ans, par Katherine Pierce, avec son frère Damon Salvatore. À la fin de la saison 8, il redevient humain, étant donné que Bonnie lui a injecté contre son gré le remède au vampirisme. Il meurt dans le dernier épisode de la série en se sacrifiant pour sauver la ville et injecte le remède au vampirisme à Damon, lui permettant de vivre sa vie d'humain avec Elena.

## Casting
Le 27 mars 2009, Hollywood Reporter a annoncé que Paul Wesley avait rejoint la distribution de The Vampire Diaries pour le rôle de Stefan. Il était le dernier acteur à rejoindre la distribution. En novembre 2011, l'ex-femme de Paul Wesley, Torrey DeVitto, rejoint la distribution de The Vampire Diaries dans le rôle récurrent de Meredith Fell,.

## Développement

### Caractéristiques
Stefan, dans les romans de L.J Smith, est décrit comme un "beau jeune homme" qui s'avère être un vampire de 172 ans, qui développe un lien fort avec l'héroïne tragique Elena Gilbert (Nina Dobrev).
Paul Wesley décrit le jeune Stefan comme "naïf et prêt à rouler quelle que soit la vague que la vie lui jette" parce qu'il est "facilement manipulable" et "innocent". Cependant, Stefan, à l'âge de 172 ans a plus de sagesse en lui. Stefan consomme uniquement du sang animal, refusant de tuer les humains à cause de la culpabilité d'avoir tué son propre père. Cependant, Damon se nourrit de sang humain.

### Relations
Stefan a une relation amour-haine avec son frère, Damon Salvatore (Ian Somerhalder). Wesley "adore" Somerhalder, avec qui il dit avoir une "alchimie naturelle". Paul Wesley a déclaré : "La dynamique des personnages est très intéressante parce qu'ils s'aiment les uns les autres mais ils se détestent les uns les autres [...] Il y a toujours ce truc dans la tête de Stefan, il espère qu'un jour Damon sera normal". Cependant, il a également décrit leur relation comme "belle" dans leur flashbacks parce qu'ils "s'aimaient tant à l'époque". Stefan entame une romance avec Elena lors du premier épisode, sans lui dire qu'il est un vampire. Elle a ensuite été choquée de le découvrir, et elle a brièvement mis fin à leur relation avant de se remettre avec lui. Comme le montre la série, Elena a commencé à développer des sentiments pour Damon. Paul Wesley décrit Damon et Stefan comme ayant un "silence compréhensif du fait qu'ils sont tous les deux amoureux de la même fille", et que "c'était la copine de Stefan, et que maintenant Damon est un facteur réel, il est vraiment dans l'image". Wesley préfère l'épisode The Turning Point parce que c'était "vraiment beau" pour Stefan et Elena en tant que couple.

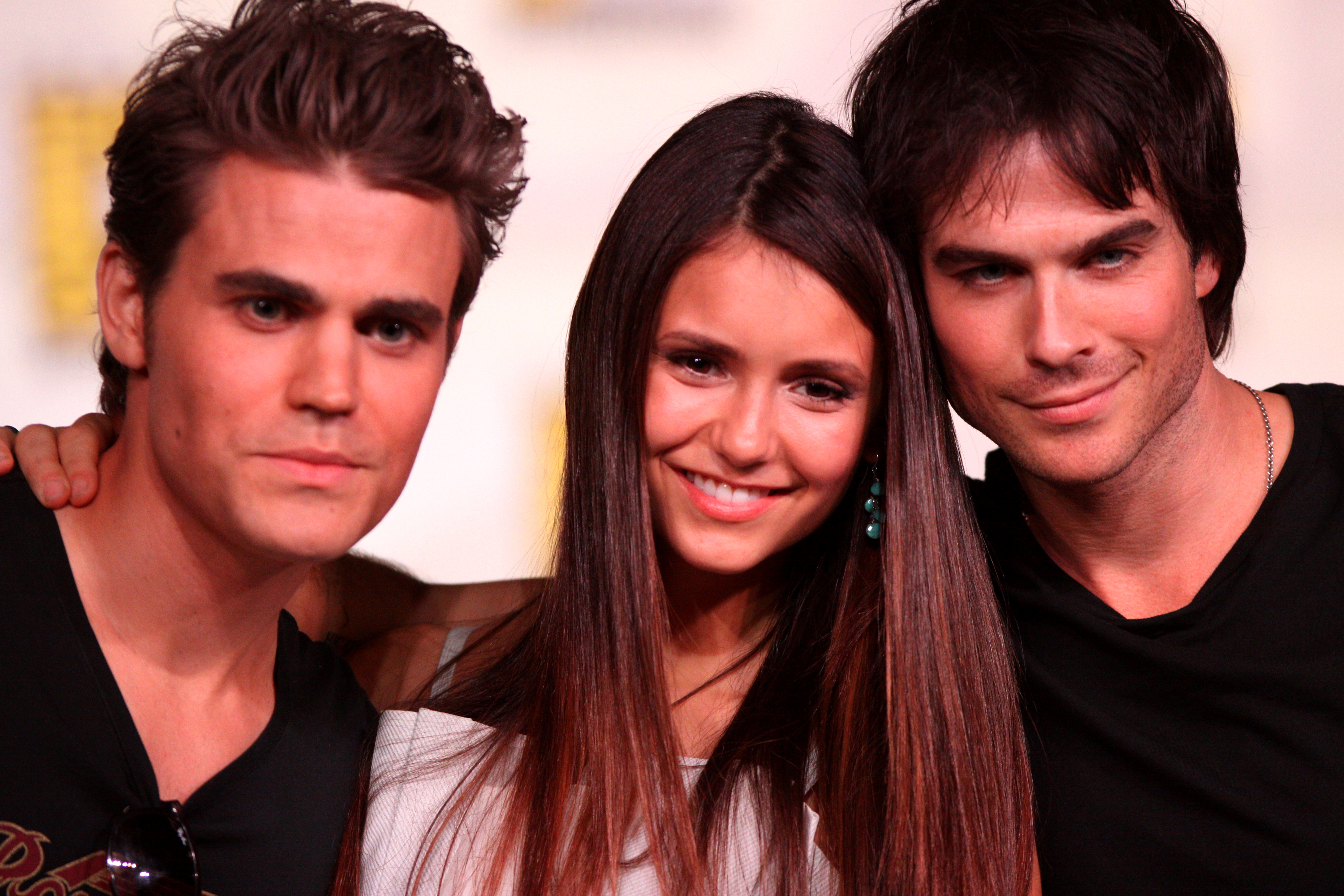
Paul Wesley avec Nina Dobrev (Elena) et Ian Somerhalder (Damon).

Lorsque le vampire Klaus Mikaelson (Joseph Morgan) était sur le point de mourir, il est révélé que tout le monde de sa lignée va mourir, y compris Stefan et Damon. Dans ce que International Business Times a appelé "le moment que les fans de Vampire Diaries ont tant attendu", Elena avait à choisir entre Stefan et Damon. Elle finit par choisir Stefan. Quand Elena devient un vampire, ses sentiments pour Damon se sont amplifiés, et il a été révélé plus tard qu'elle lui était asservie. Elena et Stefan ont rompu et elle a commencé une relation avec Damon. Stefan est devenu un cœur brisé et éprouvant colère et trahison, il s'en est pris à Damon et Elena. Wesley a exhorté les fans de Stefan et Elena de ne pas perdre espoir, en déclarant : "Les fans devraient certainement maintenir un peu d'espoir". La chose à retenir est que Stefan et Elena ont cet amour qui est si fort et il était en quelque sorte le cœur de la Saison 1." La rédactrice en chef, Julie Plec, a déclaré : "Ils s'aiment aussi profondément que deux personnes peuvent s'aimer les uns les autres, mais cela ne veut pas dire que leur relation est infaillible",,.

## Série télévisée

### Trame de fond
Stefan Salvatore est né le 1er novembre 1846 et a grandi à Mystic Falls, en Virginie. Il est le fils de Giuseppe Salvatore et Lilian "Lily" Salvatore, et le frère cadet de Damon Salvatore. Quand Stefan et Damon étaient humains, ils étaient très proches. Damon a toujours fait confiance à Stefan et ils se sont toujours défendu l'un l'autre. Cependant, tout cela changea quand Stefan et Damon sont tombés amoureux de la même fille, Katherine Pierce, qui s'est avérée être un vampire. Stefan est tombé profondément amoureux de Katherine, avant de découvrir qu'elle était une vampire. Katherine, cependant, obligeait Stefan à ne pas avoir peur, aussi pour garder son secret. Il a également été révélé que Katherine obligeait Stefan à boire son sang de vampire contre sa volonté. Damon, d'autre part, buvait le sang de Katherine volontiers, voulant et désirant la vie immortelle, afin de passer l'éternité avec elle. En 1864, Stefan a été transformé en vampire après avoir été abattu par son père, Giuseppe, avec son frère, Damon. Avec le sang de Katherine dans les veines, il tua accidentellement son père lors d'une visite pour lui dire qu'il allait se laisser mourir. Damon, qu'il a transformé en vampire contre son gré, promis à Stefan une éternité de misère. Un nouveau-né vampire possédant une soif incontrôlable de sang, Stefan a été incapable de résister à la tentation de sang humain et en est devenu fortement dépendant (il sera plus tard connu comme le Boucher), tuant de nombreuses personnes. Cependant, Stefan apprit à changer son mode de vie quand il a appris à se contrôler grâce à un vampire nommé Alexia "Lexi" Branson, qui est devenu son meilleur ami. En 1942, Stefan s'est enrôlé dans l'Armée pour combattre lors de la Seconde Guerre mondiale (4x08 "Conquise ou soumise"). Après des décennies d'absence en ville, Stefan retourne à Mystic Falls dans la maison de Zach Salvatorer. Le 23 mai 2009, Stefan a entendu l'accident de voiture des Gilbert au Pont Wickery ; c'est là qu'il rencontre Elena Gilbert, pour la première fois. Après lui avoir sauvé la vie, il remarque à quel point elle ressemble à Katherine.

### Scénario

#### Saison 1
Stefan et Elena entame une relation et il lui révèle qu'il est un vampire. Cependant, Damon revient à Mystic Falls et tombe aussi amoureux d'Elena. Plus loin, dans la série, Damon et Stefan commence à se réconcilier et il devient évident qu'ils s'aiment l'un l'autre. En raison de son addiction au sang humain, Stefan boit du sang animal dès le début de la série, ce qui fait de lui un vampire plus faible que les autres.

#### Saison 2
Dans la saison 2, Stefan commence à prendre de petites quantités de sang d'Elena chaque jour pour atténuer son effet sur lui et accroître sa force. Lorsque Katherine revient, il découvre qu'elle l'avait toujours aimé et non Damon. Cependant, Stefan est en couple avec Elena et ne s'intéresse pas à Katherine. Stefan commence à construire une amitié avec Caroline Forbes, après qu'elle s'est transformée en vampire. Après que Klaus lui a donné son sang pour sauver Damon, qui souffre d'une morsure de loup-garou, Stefan part avec Klaus et redevient le Boucher.

#### Saison 3
Stefan commence à travailler pour Klaus, comme il était convenu de faire pour sauver Damon, et espère qu'il peut aussi protéger Elena en s'assurant que Klaus ne revienne jamais à Mystic Falls. En effet, Klaus pense qu'Elena est morte mais il finit par découvrir la supercherie et oblige Stefan à la tuer mais quand ce dernier est capable de résister à l'hypnose, Klaus lui demande de faire taire son humanité et ses émotions en l'hypnotisant. Cependant, il sera plus tard en mesure de récupérer son humanité, ce qui se vérifie quand il sauve Klaus pour protéger Damon ou encore quand il fait semblant de ne pas se soucier d'Elena pour ne pas griller sa couverture auprès de Klaus.
Il vole à Klaus sa famille reposant dans des cercueils à titre de représailles, et il les utilise comme du chantage mais cela échoue (les sorcières ont donné à Klaus les cercueils quand il menaçait de mettre fin à la lignée Bennett). Stefan menace de jeter la voiture d'Elena (avec elle à l'intérieur) par-dessus le pont Wickery ; Elena ayant du sang de vampire dans son système, si elle meurt et se transforme, Klaus ne pourra plus créer d'hybrides. Stefan lui demande donc de quitter la ville en échange de la vie sauve d'Elena, Klaus accepte à la dernière minute.
À la fin de la saison 3, il embrasse Elena. Elle choisit Stefan, en dépit de Damon mais quand Rebekah cause l'accident qui propulse la voiture de Matt par-dessus le pont Wickery, ils se retrouvent tous les deux coincés sous l'eau. Stefan arrive à temps pour la sauver mais Elena lui ordonne de sauver Matt en premier et elle se noie. Il est révélé plus tard que le Docteur Fell a donné à Elena du sang de vampire, ce qui signifie qu'elle est morte avec du sang de vampire dans son système. Elle s'est donc transformée en vampire.

#### Saison 4
Dans le premier épisode de la saison 4, Stefan tente d'aider Bonnie à trouver un remède contre le vampirisme pour Elena. Cependant, elle, ainsi que plusieurs autres vampires (dont Stefan et Rebekah), sont capturés par le Conseil des Fondateurs. Comme Elena commence à mourir, et en désespoir de cause pour garder Elena vivante, Stefan tue un garde et utilise son sang pour permettre à Elena de se nourrir et d'achever sa mutation. Stefan donne à Elena une bague de jour, faite par Bonnie, afin de protéger Elena du soleil. Stefan tente d'assurer à Elena que tout va bien se passer. Au cours du deuxième épisode de la saison 4, Stefan tente d'aider Elena à composer avec sa soif de sang humain. Après avoir essayé le sang animal, que son organisme rejette, elle cherche de l'aide auprès de Damon pour trouver une autre façon de se nourrir. Les poches de sang et le propre sang de Damon ne marchant pas non plus, elle finit par se nourrir directement du sang de Matt dans des circonstances extrêmes. Stefan découvre alors de Klaus et Rebekah qu'il existe un remède possible contre le vampirisme. Stefan, Damon et Elena finissent par faire équipe avec Klaus afin de trouver le remède possible, de façon que Stefan puisse le donner à Elena pour qu'elle redevienne humaine.
Malheureusement, Klaus a besoin que le chasseur de vampires Connor reste en vie parce qu'il détient la carte pour trouver le remède dans son tatouage, et Stefan doit le maintenir en vie à tout prix de tout le monde voulant sa mort. Lorsque Connor kidnappe Jérémy, April et Matt, et les retient en otage au Mystic Grill, Stefan stoppe Damon voulant tuer le chasseur. Après lui avoir administré un tranquillisant à base de veine de Vénus et lui avoir enlevé sa bague de jour, Stefan tente de prendre les choses en main et infiltre le Mystic Grill. Mais Connor menaçant Jérémy d'un fusil, Elena arrive et le prend par surprise. Stefan arrive à sauver Connor mais Elena le tue plus tard. Elle sera ensuite dévastée à l'idée d'avoir commis un meurtre.
Quand Elena commence à avoir des hallucinations à cause de la mort de Connor, Klaus annonce à Stefan et Damon qu'elle doit être enfermée pour éviter de se suicider, et il l'enlève avant qu'ils aient pu lui dire non. Plus tard, Stefan travaille avec l'un des hybrides de Klaus, Chris, pour sauver Elena mais, elle pleine hallucination, elle le poignarde dans le cou et s'enfuit. Stefan envoie alors Damon la retrouver. Il va avec Bonnie pour voir si le Professeur Shane sait comment mettre fin aux hallucinations. Il les informe qu'un chasseur doit tuer un vampire, donc il doit y avoir un nouveau chasseur pour reprendre le flambeau du chasseur mort, ce qui est extrêmement rare. Heureusement, Stefan se rend compte que Jeremy est un potentiel chasseur et lui dit que pour sauver sa sœur, il doit tuer un vampire. Jeremy tue alors Chris et met fin aux hallucinations.
Plus tard, Stefan rompt avec Elena à cause de ses sentiments pour Damon. Stefan va retrouver Caroline pour la soutenir car elle déteste Damon, et ils deviennent plus proche l'un de l'autre. Pendant le concours de Miss Mystic Falls, Stefan trouve un criminel à l'hôpital et convainc Jeremy de le tuer pour faire croître la marque du chasseur sur son bras. Par la suite, Jeremy devient un véritable chasseur et tente de tuer Elena. Stefan est là et la sauve, et il s'excuse auprès d'elle d'avoir fait de Jérémy un danger pour elle. Elena tente de lui dire qu'elle n'a pas besoin de le guérir si ça veut dire qu'il fait du mal à Jeremy.
Cette nuit-là, Elena reste à la maison Salvatore avec Damon, tandis que Stefan reste chez Caroline. Ces derniers se rendent compte qu'Elena est asservie à Damon. Lorsque Stefan l'annonce à Damon, ils vont à la Nouvelle-Orléans pour trouver la sorcière qui brisa un sort d'asservissement il y a des années. Stefan et Damon découvrent que pour briser le lien, Damon doit convaincre Elena ne pas se soucier de lui et de le laisser. Damon accepte de le faire pour Stefan. Après la mort de Jérémy, Damon convainc Elena de faire taire ses émotions menant à son devenir brutal et impitoyable. Stefan et Damon essaient constamment de lui faire sentir quelque chose de nouveau. Plus tard, après que l'humanité d'Elena est revenue, elle choisit Damon, laissant Stefan le cœur brisé. Puis, Stefan essaie de jeter le corps de Silas dans la carrière mais ce dernier est encore en vie. Silas révèle alors que Stefan est son sosie car Silas était celui qui a créé l'immortalité il y a 2000 ans mais la nature créant un équilibre pour tout, elle a créé une version de Silas qui pourrait être tuée, une ombre de soi, qui est Stefan. Silas enferme Stefan dans un coffre et le noie dans la rivière. Cet incident tente Stefan à son tour de faire taire son humanité. Stefan se retrouve enfermé dans le coffre pendant 3 mois, durant lesquels il ne fait que se noyer, revenir à la vie et avoir des hallucinations.

#### Saison 5
Dans la saison 5, Damon et Elena comprennent que Silas a pris la place de Stefan et que Stefan est dans le coffre-fort. Quand ils vont à sa rescousse, Stefan n’est déjà plus là. En effet, une sorcière très puissante (Qetsiyah) a ouvert le coffre-fort et lui a jeté un sort au cerveau à cause duquel, il souffre d'amnésie. Qetsiyah (Tessa) aimait Silas mais le jour de leur mariage, il a triché et a pris le sort d'immortalité pour la femme qu'il aimait réellement, Amara, le double original d’Elena. Stefan retourne à ses vieilles habitudes mais quand il sauve Elena de Tessa, elle veut se venger et oblige Stefan à revivre les souvenirs du coffre-fort en lui imposant de puissantes hallucinations. Caroline essaie de l'aider mais quand cela ne fonctionne pas, Katherine revient et parvient à guérir Stefan. Ils ont une histoire d’un soir, ce qui conduit Katherine à croire que Stefan l'aime encore mais il la rejette. Plus tard, Katherine prend possession du corps d'Elena et rompt avec Damon afin qu'elle puisse obtenir Stefan. Après avoir essayé de le séduire sans succès, Stefan se rend compte que Katherine prétend être Elena et qu'Elena est avec Nadia, la fille de Katherine. Il la sauve en tuant Katherine et en l’envoyant dans une sorte d'enfer. Stefan se porte volontaire auprès des Voyageurs de donner son sang car ils ont besoin du sang des deux derniers doubles encore en vie, "le dernier couple de doubles". Caroline et Enzo essayent de trouver et de tuer Tom Avery, dernier double Salvatore pour sauver Stefan et ils réussissent, raison pour laquelle Stefan et Caroline deviennent encore plus proche. À la fin de la saison, Stefan et Elena continuent d'avoir des rêves d’eux en tant qu'êtres humains. Ils découvrent que les Voyageurs ont implanté ces rêves parce qu'il a toujours été dit qu’Elena devait être avec Stefan et non avec Damon. Stefan et Elena sont enlevés par les Voyageurs car ces derniers ont besoin de leur sang pour finir leur sort. À la toute fin de la saison, Stefan tente de sauver la vie de Caroline aux mains de Tyler (un passager, Julian, est dans son corps), en l’envoyant de l’Autre Côté. Dans le dernier épisode, il ressuscite parce que Liv a fait un sort pour que lui et ses autres amis puissent revenir mais Damon et Bonnie restent bloqués de l’Autre Côté, laissant tout le monde dévasté.

#### Saison 6
Dans la saison 6, Stefan s’éloigne de Mystic Falls en raison de la mort de Damon et trouve une nouvelle petite amie, appelée Ivy. Cependant, Enzo et Caroline le retrouve et Caroline dit à Stefan qu'il est un lâche et le pire ami qu'on ait jamais vu. Elle se met à pleurer alors Enzo tue Ivy ; Stefan jure vengeance. Il revient à Whitmore et utilise l'aide d'Elena pour trouver Enzo et le laisser être tué par un chasseur de vampires. Cependant, Enzo survit. Ivy revient comme vampire et il est révélé qu’Enzo l’avait nourri de son sang de vampire contre sa volonté avant de la tuer.
Le shérif Liz Forbes (la mère de Caroline) est diagnostiqué comme ayant un cancer. Stefan soutient Caroline, ils se lient encore plus et partagent un baiser passionné mais juste après, Liz meurt. Lors des funérailles, Stefan se rend compte qu'il est tombé amoureux de Caroline mais avant qu'il ne puisse lui avouer, Caroline fait taire son humanité. Stefan et Elena essaient de mettre Caroline hors d’état de nuire mais ils échouent et Caroline leur demande une année sans émotion sans quoi elle se vengera. Elle kidnappe la nièce de Stefan et Damon, Sarah Nelson, et fait chanter Stefan pour qu’il fasse aussi taire son humanité afin de sauver sa nièce. À la fin de l'épisode «The Downward Spiral», il le fait et rejoint Caroline. Stefan décide de ruiner la vie de Caroline parce qu'elle a fait la même chose pour lui. Il veut lui faire perdre le contrôle et devenir un boucher, tout comme il l’était avant. Il en est finalement incapable et ils couchent ensemble pour la première fois. Lorsque Lilian "Lily" Salvatore, la mère de Stefan et Damon, se révèle être en vie et un vampire, elle parvient à faire retrouver à Stefan son humanité. Cependant, il est révélé plus tard que Lily a menti pour le faire revenir. Stefan prétend alors avoir toujours ses émotions éteintes pour coucher avec Caroline. À la fin de la saison, il essaye de convaincre Damon de ne pas redevenir humain mais ce dernier décide quand même de prendre le remède avec Elena.

#### Saison 7
- (fr) Cet article est partiellement ou en totalité issu de l’article de Wikipédia en français intitulé « Personnages de Vampire Diaries » (voir la liste des auteurs).

Au début de la saison 7, plusieurs mois après avoir fait ses adieux à Elena, Stefan est resté à Mystic Falls avec Caroline, tandis que son frère, Alaric et Bonnie sont partis en vacances en Europe. Il entretient toujours une relation amoureuse compliquée avec Caroline. Néanmoins, il doit s'occuper de surveiller la ville, tombée entre les mains de sa mère Lily et de ses Hérétiques, qu'elle appelle "sa famille". Après une violente altercation avec les cinq Hérétiques, il décide de conclure une trêve avec sa mère mais pour cela, il doit faire évacuer la ville. Il laisse Lily et « sa famille » s'installer dans le manoir des Salvatore tandis qu'il habitera dans une petite maison en ville avec Damon. On apprend lors d'un flash-back qu'en 1863, après avoir perdu sa mère, il a fait la connaissance d'une jeune fille appelée Valérie Tulle et qu'il a eu sa première fois avec elle. Il lui a ensuite donné rendez-vous quelques jours plus tard mais Valérie n'est plus jamais revenue. Cette dernière, qui était tombée enceinte de lui, a rejoint la propre mère de ce dernier, Lily Salvatore (devenue vampire et que tout le monde croyait morte de la tuberculose), et est devenue la première Hérétique dans des circonstances tragiques.
Stefan a la surprise de tomber sur Valérie, (maintenant sous les ordres de Lily) mais continue de garder une très forte rancune envers elle, d'autant plus que celle-ci a enlevé et torturé Caroline. Il apprendra plus tard, de la bouche de Valérie, les vraies raisons de son absence en 1863 : ayant appris qu'elle attendait l'enfant de Stefan, elle a voulu retourner à Mystic Falls mais Julian, l'amant de Lily, ayant découvert que celle-ci était enceinte, l'a battue jusqu'à ce qu'elle perde l'enfant qu'elle portait. Désespérée, Valérie s'est suicidée et est devenue non intentionnellement la première Hérétique, vu qu'elle avait du sang de vampire dans son corps avant de mourir. Rendu furieux par cette révélation, Stefan fera tout pour se venger et décide d'éliminer Julian, le plus vite possible. Damon décide de l'aider dans cette entreprise, voulant lui aussi faire souffrir sa mère pour ce qu'elle a fait à Elena (on apprendra que c'est Lily qui a donné à Kai l'idée de lier la vie d'Elena à Bonnie). Stefan tente ainsi plusieurs fois de tuer Julian mais sans succès, toutes ses tentatives échouent. Il décide alors de kidnapper sa mère et de lui faire voir et comprendre (notamment à l'aide de ses souvenirs) que Julian n'est finalement qu'une pâle copie de Giuseppe Salvatore, leur propre père, et qu'il ne fait que l'utiliser à son avantage. Lily finit par se ranger du côté de ses fils et entretiendra une relation mère-fils amicale avec Stefan (contrairement avec Damon, qui ne pourra pas pardonner les choix de sa mère). Dans l'épisode 7, Stefan apprend que Caroline est enceinte des jumeaux d'Alaric, ce qui risque de mettre en danger leur relation.
Dans l'épisode 8, Stefan voit mourir sa mère, celle-ci ayant décidé de se suicider afin d'éliminer Julian, étant donné que leurs vies sont liées, mais ce sacrifice sera inutile, Julian ayant déjà trouvé le moyen de se libéré de Lily. Lily, qui s'est frappée au cœur avec un pieu, finit par mourir, entourée par sa "famille" et par ses deux fils. Stefan restera perturbé par la mort de sa mère. Lors d'un flash-forward de trois ans, Stefan, traqué par une mystérieuse femme, réveille son frère (qui était endormi dans un cercueil jusqu'au réveil d'Elena). Il a une mystérieuse cicatrice en forme de croix sur son torse qui s'est ouverte et qui semble le faire beaucoup souffrir. Dans un autre flash-forward de trois ans, Stefan semble à nouveau former un couple avec Valérie.
Dans l'épisode 9, il organise un enterrement digne de ce nom pour sa mère. Lui et Damon tentent par la suite de tuer Julian une nouvelle fois mais finissent tous deux poignardés au cœur par l'épée magique de Julian (qui est reliée à la Pierre du Phénix). À la fin de l'épisode, les âmes de Stefan et Damon se retrouvent emprisonnées dans la Pierre du Phénix. Dans l'épisode suivant, trois mois après avoir été poignardé, Stefan est libéré de la Pierre par Bonnie mais il se fait attaquer par Damon lorsque ce dernier se réveille, traumatisé par l'expérience atroce qu'il vient de vivre. Dans l'épisode 11, il essaie tant bien que mal de faire revenir son frère à la raison. Il lui avoue alors son propre enfer qu'il a vécu : il était enfermé dans un cercueil (celui où Silas l'avait enfermé deux ans auparavant) et se noyait sans cesse dans la carrière mais cette fois-ci, avec Damon. Afin de s'échapper de ce calvaire, il a dû abandonner Damon et le laisser se noyer. Même après avoir été libéré de la Pierre, il a sans arrêt des hallucinations de Damon, ce qui rend potentiellement dangereuse sa relation avec Caroline. Il avoue ensuite à cette dernière que pour se débarrasser de ses hallucinations, il avait failli brûler le corps de Damon.
Dans l'épisode 12, il sauve Damon d'un combat contre Julian mais apprend avec désespoir que son frère a tué Elena dans une crise d'hallucinations. Bouleversé, il rend Julian responsable de la situation actuelle qui dure depuis plusieurs mois déjà (la mort de Lily, la prise de Mystic Falls, l'assassinat du bébé de Valérie, l'épisode dans la Pierre du Phénix, la mort d'Elena...). Révolté, il se rend chez Julian et, avec l'aide de Valérie, réussit à le tuer définitivement en lui enfonçant un pieu dans le cœur. Dans l'épisode 13, il doit gérer en parallèle l'accouchement de Caroline et l'attaque de la chasseuse Rayna, qui arrive à le blesser au torse avec son épée. Dans l'épisode 14, il est pourchassé par Rayna et se réfugie dans un bar à la Nouvelle-Orléans qui cache la magie pour se protéger de Rayna et tombe sur Klaus, qui lui offre un verre et lance le sujet Caroline mais l'Originel remarque la marque de l'épée de la chasseuse et menace Stefan de quitter la ville. Stefan repart mais se fait avoir par Rayna qui est sur le point de le tuer lorsque Klaus vient en renfort et tue la chasseuse. Dans l'épisode 15, il apprend que sa blessure est reliée à la vie de Rayna, ce qui veut dire que si jamais elle meurt définitivement (au bout de huit fois), alors tous ceux qui ont été marqués par son épée, mourront en même temps qu'elle, incluant Stefan. Après avoir frôlé la mort et étant prévenu de cette condition, Stefan cherche avec Valérie un moyen de se débarrasser de sa cicatrice. Il finit par abandonner Caroline, afin de ne pas la mettre en danger et part avec Valérie. Ils passent trois ans à chercher un moyen de se débarrasser de sa cicatrice. Trois ans après que Damon s'est enfermé dans un cercueil (dans la continuité des flashforward), Stefan est finalement capturé par Rayna et cette dernière lui déclare ne pas vouloir le tuer car elle a un moyen de transférer sa cicatrice sur le corps d'un autre vampire. L'autre vampire en question n'est autre que Damon ; afin de sauver son frère, il a conclu un marché avec la chasseuse et lui a proposé lui-même cette idée.
Dans l'épisode suivant, Stefan s’enfuit en emportant l'épée de la chasseuse avec lui. Rayna traque Stefan sans relâche, relié à lui par connexion mystique dû à sa cicatrice, Valérie et Damon sur leur traces. Après une folle course-poursuite, Rayna finit par récupérer son épée et tue Stefan en enfermant une nouvelle fois son âme dans la Pierre de Phénix. Quelques instants plus tard, la Pierre sera détruite par Nora et Mary-Louise, anéantissant pour toujours les âmes de tous les vampires se trouvant à l'intérieur (y compris celle de Stefan). Son âme étant à présent libérée dans le monde des vivants, elle prend possession du corps d'un humain, Marty Hammond, un criminel alcoolique. Comme une âme de vampire ne peut pas survivre longtemps dans le corps d'un humain, l'âme de Stefan mourra en trois jours si elle ne retrouve pas son corps d'origine. Dans l'épisode suivant, Stefan retrouve son vrai corps grâce à Valérie mais la jeune femme s'étant rendu compte de ses véritables sentiments, préfère rompre. Stefan fait ensuite la chasse à tous les vampires qui se sont échappés de la Pierre du Phénix avec Alaric. L'hostilité d'Alaric à son encontre ne l'étonne pas car il sait qu'il a brisé le cœur de Caroline trois ans auparavant. Lorsqu'il essaye de parler à la jeune femme, cette dernière décide de l'ignorer. Il fait ensuite équipe avec Matt, où il apprend au jeune policier qu'il avait lui-même tué accidentellement sa fiancée Penny lors d'une nuit et que Stefan, témoin de la scène, l'avait contraint à oublier en l'hypnotisant. Il aide Caroline à s'enfuir de la ville, vue qu'elle a été marqué par Bonnie, désormais devenue chasseuse de vampires.
Dans le dernier épisode, Stefan est toujours en fuite avec Caroline. Il trouve le moyen de la libérer en infiltrant l'Armurerie avec Damon. La mission est un succès : Bonnie est guérie mais malheureusement, Damon et Enzo sont capturés par la mystérieuse créature surnaturelle qui hante les lieux. Plusieurs mois plus tard, Bonnie, Caroline et Stefan (qui se sont entre-temps remis en couple) entendent une rumeur selon laquelle une centaine de disparitions inexpliquées auraient été signalées sur la Côte Ouest ; ils devinent qu'il s'agit de Damon et Enzo.

#### Saison 8
Dans l'épisode 1, Stefan est toujours à la recherche de son frère, qui est contrôlé par la mystérieuse Sirène. Il finit par le retrouver dans un entrepôt où il constate que celui-ci a perdu son humanité et le blâme de tout ce qu'il lui est arrivé depuis 170 ans. À la fin de l'épisode, Caroline emménage avec lui. Dans l'épisode 2, il tente de sauver sa nièce, Sarah Nelson (Salvatore), des griffes de Damon mais en vain ; la jeune femme est tuée par la Sirène Sybil. Dans l'épisode 3, il s'interpose entre Damon et Enzo, qui, manipulés par Sybil, tentent de s’entre-tuer. Dans l'épisode 4, il questionne Sybil sur son passé, la Sirène lui révèle alors ses origines. Stefan ne croit pas à l'existence d'un Enfer surnaturel mais Sybil lui déclare que s'il veut vraiment sauver Damon, il va devoir combattre et tuer le Diable Arcadius (Cade). Après avoir appris la mort de Tyler, tué par Damon, il prend alors la décision de neutraliser son frère le temps qu'ils puissent trouver le moyen de le libérer du contrôle de Sybil afin qu'il ne puisse plus blesser qui que ce soit d'autre. Dans l'épisode 6, afin de sauver les jumelles de Caroline, il accepte d'offrir son âme et ses services à Cade. Pour remplir sa mission, il est obligé d'éteindre son humanité, redevant un "Boucher" sans états d'âme. Massacrant sans pitié de nombreux humains innocents pour le compte de Cade, il finit par tuer froidement Enzo en lui arrachant le cœur sous les yeux horrifiés de Bonnie à la fin de l’épisode 11. Cette dernière, en réponse, lui injectera le remède au vampirisme qu'elle venait d’extraire du sang d'Elena, rendant Stefan de nouveau humain. Il décède dans le dernier épisode (il se sacrifie pour anéantir définitivement Katherine Pierce), Stefan croise Elena dans les couloirs du lycée pendant son sommeil éternel, explique à Elena qu'il s'est sacrifié pour sauver Mystic Falls, puis s'en va dans l'au delà avec sa meilleure amie Lexi Branson. Stefan plus tard retrouve également son frère Damon qui le rejoint dans l'au delà (après qu'il est passé sa vie avec Elena) dans leur manoir comme si le temps s'était arrêté.